# Беатрікс Поттер
Беатрікс По́ттер (англ. Beatrix Potter; нар. 28 липня 1866, Кенсінгтон, Лондон — пом. 22 грудня 1943, Нір-Сорей, Камбрія) — англійська дитяча письменниця, художниця, ілюстраторка (художня та наукова), мікологиня, ботанікиня й екоактивістка. Спочатку, досліджуючи мохи, стала відомою і шанованою в цій галузі по всій Англії. Першою припустила симбіотичну природу лишайників. Створила багато замальовок грибів та водоростей у час, коли це було єдиним методом зберегти їх зображення. Також вивчала проростання спор та життєвий цикл грибів. Публікувати її наукові роботи, однак, відмовлялися, бо вона була жінкою.
В 30 років самостійно опублікувала найуспішнішу зі своїх дитячих книг — «Казка про Кролика Пітера», після чого присвятила себе написанню й ілюстрації дитячих книг, яких опубліковано 23. Їх продовжують продавати по всьому світу, різними мовами. За мотивами казок Беатрікс Поттер зняті фільми, створені анімації, поставлений балет.
На прибутки від книг Беатрікс Поттер однією з перших зайнялася збереженням природи Англії, скуповуючи ферми розорених сусідів. Вона заповіла 4000 акрів землі та 15 ферм Національному парку.

## Біографія

### Ранні роки

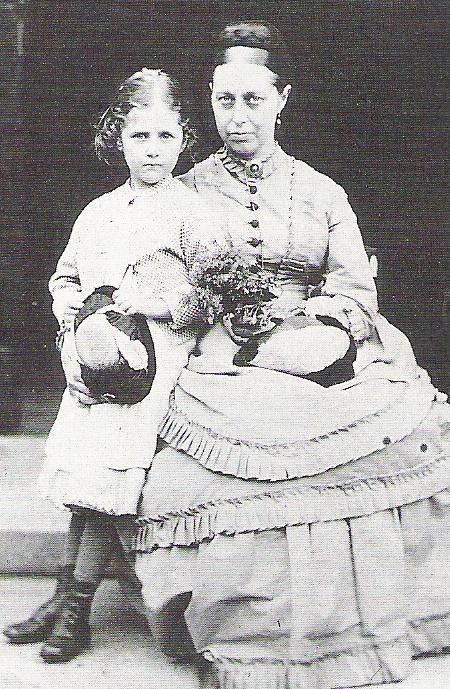
Поттер та її мати Гелен (Ліч) Поттер, 1872

Батько, Вільям Поттер Руперт (1832–1914), син промисловця і члена парламенту Едмунда Поттера, здобув освіту в Манчестері, практикувався як адвокат в Лондоні. Одружився з Гелен Ліч (1839–1932), дочкою купця бавовни, 8 серпня 1863 року. Пара оселилася в Лондоні, жила на отриманому спадку. 28 липня 1866 року в будинку на Болтон Гарденс, Південний Кенсінгтон, народилася Беатрікс Поттер.
Народившись у привілейованій родині, Беатрікс отримала освіту від гувернанток і була ізольована від інших дітей. Інколи їй влаштовували екскурсії до скверів, ринків та в Музей Вікторії й Альберта. В 1871 році народився її брат Волтер Бертрам.
Більшість дитинства вона проводила у Шотландії та на півночі Англії, де в неї було багато різних домашніх тварин (серед них були рептилії і амфібії). В її кімнаті мешкали жаби, миші, їжак, тритон Ісаак Ньютон і навіть кажан. Деякі з них довго не жили в домашніх умовах. Проте Беатрікс детально вивчала їх зовнішність та будову. В Озерному краю вона закохалася у ландшафт, флору і фауну, уважно спостерігала за ними та перемальовувала.

### Наукова робота
Батьки Беатрікс були занепокоєні захопленням доньки та відраджували її від вищої освіти, але Поттер хотіла жити незалежно і роздумувала зайнятися мікологією професійно. Зокрема, на це її надихнуло знайомство із Чарльзом Макінтошем, шотландським мікологом.

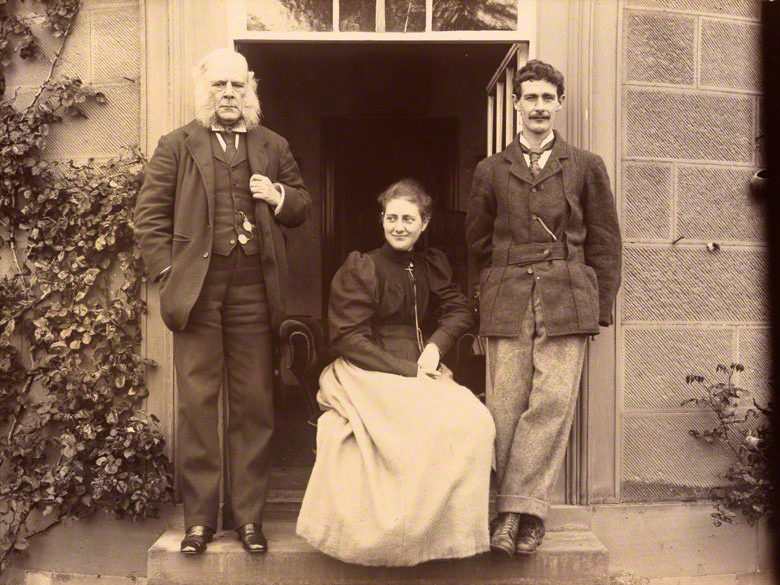
Беатрікс зі своїм батьком та братом, 1894

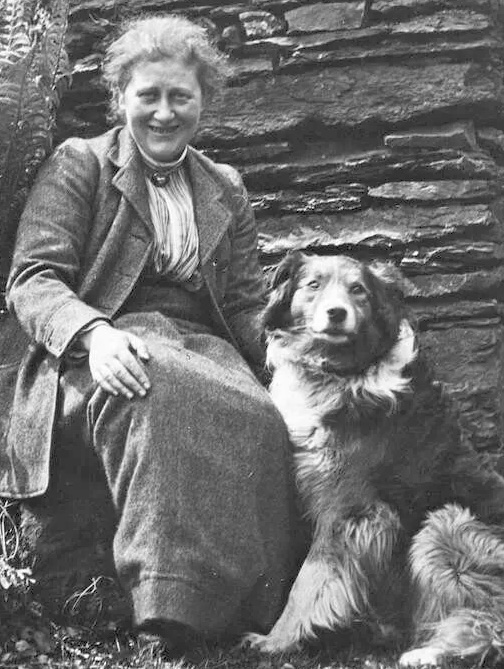
Письменниця з улюбленим псом Кепом

Її дядько намагався рекомендувати Беатрікс як студентку до Королівського Ботанічного Саду у Кью, але їй відмовили через те, що вона була жінкою. Пізніше Поттер була першою, хто припустив, що лишайники є результатом симбіозу між грибами та водоростями. На той час єдиним шляхом запису мікроскопічних зображень було їх малювання. Беатрікс Поттер зробила численні малюнки грибів та водоростей. Завдяки результатам своїх досліджень вона стала широко шанованою по всій Англії як експертка з мікології. Також вона вивчала проростання спор та життєвий цикл грибів. Близько 270 детальних акварельних малюнків грибів з 1901 року знаходяться в Амблсайді, бібліотеці Армітт.
В 1897 році, робота Беатрікс «On the Germination of Spores of Agaricineae» була представлена товариству Ліннея її дядьком Сером Генрі Енфілд Роско, оскільки жінок на засідання не пускали (у 1997 році товариство опублікувало офіційне вибачення перед Беатрікс Поттер із цього приводу посмертно). Лондонське королівське товариство теж відмовлялось публікувати її наукові роботи. Кілька разів вона читала лекції у Лондонській школі економіки.

### Літературна діяльність
Спочатку Поттер малювала для власного задоволення ілюстрації для «Казок дядька Ремуса» Джоеля Чандлера Гарріса. Її надихали європейські традиції байок про тварин, які походили ще від Езопа.
Коли їй було 27, під час канікул у Шотландії вона надіслала в листі, датованому 4 вересням 1893 року, малюнок та історію про кроликів Ноелю Муру, п'ятирічному сину її гувернантки. Згодом Мур був першим, хто визнав літературний та комерційний успіх робіт Поттер і закликав її опублікувати свої історії. У 1901 році Поттер використала цей лист, перетворивши його на книгу «Казку про Кролика Пітера».
Беатрікс надіслала свою казку шістьом видавцям, але їй відмовили всюди через відсутність кольорових малюнків, дуже популярних на той час. У вересні 1901 року вона вирішила самостійно опублікувати та розповсюдити 250 копій «Казки про Кролика Пітера». Через рік вона привернула увагу видавців. У липні 1902 року був підписаний контракт, і до кінця року понад 28,000 копій казки було надруковано.
Кролик Пітер з'явився і у наступній історії «Казка про Білку Наткін», 1903, яка також базувалася на листі до одного з дітей гувернантки. Популярність цих та інших книжок була такою, що Беатрікс Поттер нарешті стала фінансово незалежною.
У 1905 р. Поттер була таємно заручена із видавцем Норманом Ворном, але її батьки були проти шлюбу з торговцем. Це стало причиною розриву її стосунків з батьками. Однак незабаром після заручин Ворн помер від лейкемії. Поттер написала у листі до його сестри Міллі: «Він не прожив довго, але це було насичене та щасливе життя. Я повинна спробувати почати спочатку з нового року».
Після цього Беатрікс Поттер написала ще 22 дитячі книжки. Частково вони були такими популярними через якість виконаних авторкою ілюстрацій: тварини-герої мали свій характер, особистість, і в той же час діяли природно.
Через поганий зір у 1920 році вона перестала писати. «Казка про Порося Робінзона» була опублікована у 1930 році; хоча її рукопис був створений задовго до цього.

### Охорона природи

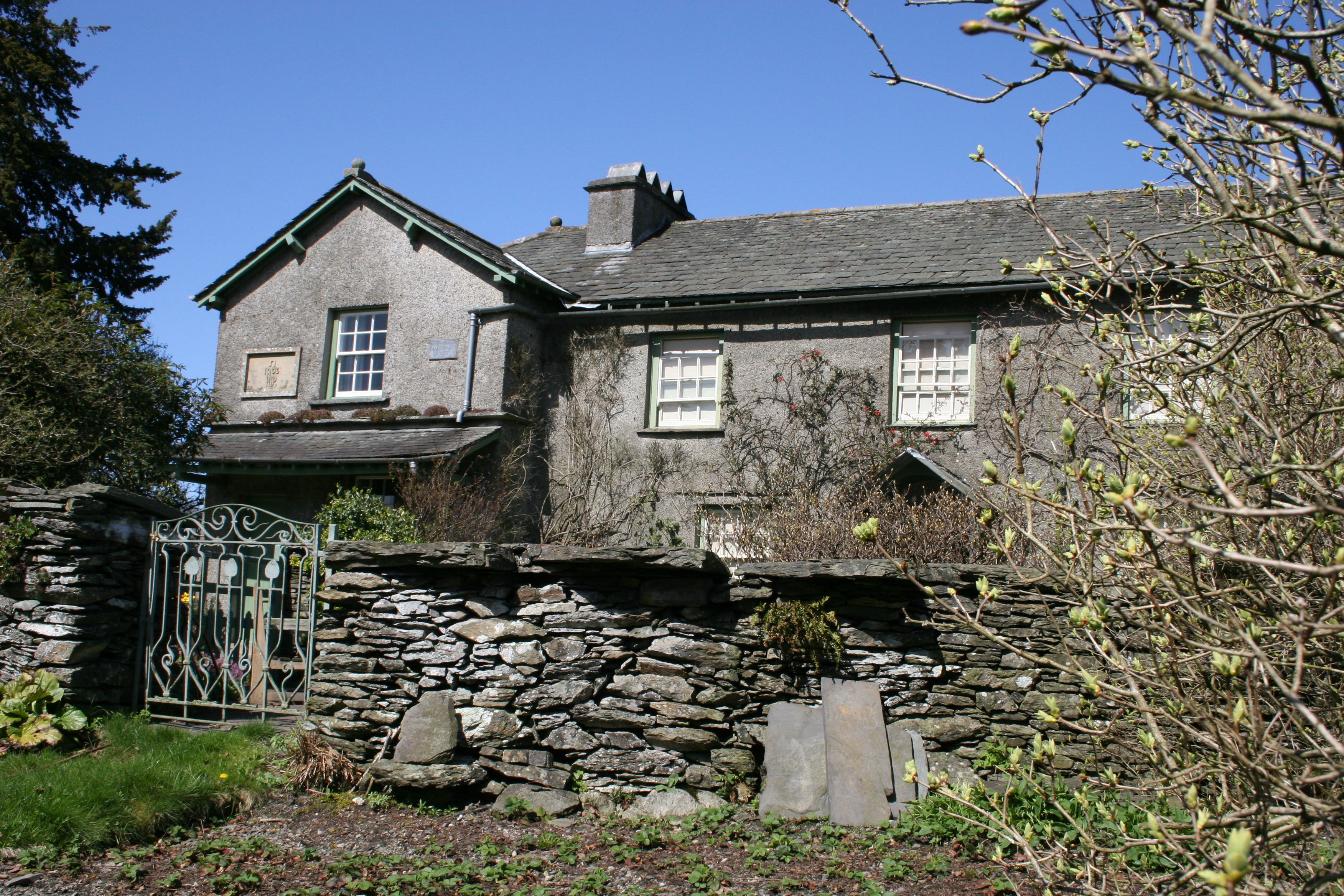
Ферма Беатрікс Поттер «Гілл Топ»

На прибутки від продажу книг Беатрікс Поттер у липні 1905 року купила ферму «Гілл Топ» в Озерному краю (Нір-Сорей, Ланкашир, тепер Камбрія). Вона обожнювала навколишні пейзажі і приїжджала сюди якомога частіше.
Коли вона вирішила придбати більше земель навколо своєї ферми, вона познайомилася з місцевим нотаріусом Вільямом Гілісом. Згодом 47-літня Поттер одружилася з ним. Чоловік став фермером та селекціонером, разом вони селекціонували овець, Поттер продовжувала писати дитячі книги.
Вона поступово купувала ферми сусідів, які розорювалися, і дозволяла їм продовжувати вести господарство, щоб зберегти унікальну природу краю. Беатрікс Поттер стала однією із перших, хто зайнялися збереженням природи Англії.
Беатрікс Поттер померла 22 грудня 1943 року, залишивши майже все своє майно (що включало 4000 акрів землі та 15 ферм) Національному фонду.

## В культурі

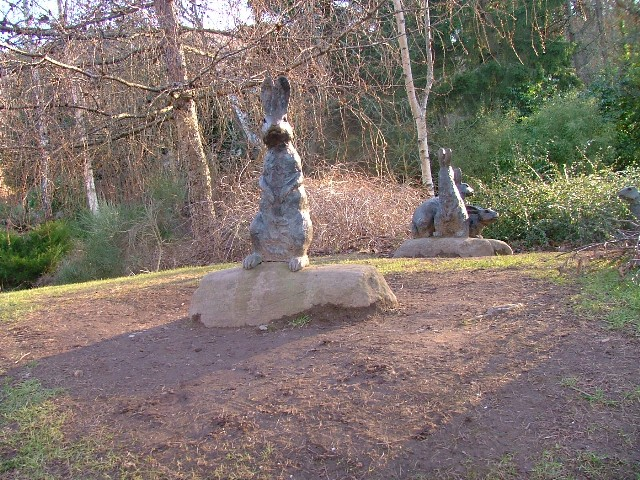
Пам'ятник Кролику Пітеру у Бірнемі

У 1936 році Волт Дісней хотів зробити фільм про Кролика Пітера, проте Поттер відмовилася. Її роботи залишалися друкованими і після смерті авторки, до того часу, коли закінчився термін дії авторських прав.
В 1982 році BBC створила «Повість про Беатрікс Поттер». Сценарій написав Джон Гоуксворс, режисером фільму був Білл Гейс.
В 1971 році у Лондоні Бірмінгемський Королівський Балет поставив «Казки Беатрікс Поттер».
У 2006 році вийшов біографічний фільм «Міс Поттер», головну роль в якому виконала Рене Зеллвегер.

## Переклади українською
- Беатрікс Поттер. Кролик Петрик та інші історії: Повне зібрання казок. Переклад з англійської: Олена О'Лір. Львів: Астролябія, 2016. 352 стор. ISBN 978-617-664-109-4
- Беатрікс Поттер. Кролик Пітер та інші історії. Переклад з англійської: ?. Київ: KM Books, 2019. 288 стор. ISBN 978-617-7535-91-0